# 1521
1521 (MDXXI) je bilo navadno leto, ki se je po julijanskem koledarju začelo na torek.

## Dogodki
- španska vojska zavzame Ciudad de México.
- Tatari vdrejo v južno Rusijo.
- na Cejlonu je ustanovljeno singaleško kraljestvo
- izobčenje Martina Lutra in sodni postopek proti njemu; začetek luteranstva.

## Smrti
- 27. april - Ferdinand Magellan, portugalski pomorščak, raziskovalec (* 1480)
- 15. september - Neagoe Basarab,  vlaški knez (* okrog 1459)

Neznan datum
- Kasim kan, kan Kazaškega kanata (* 1454)